# Michel Ohl
Ne doit pas être confondu avec Jean-Pierre Ohl.
Pour les articles homonymes, voir OHL.
Michel Ohl, né le 5 décembre 1946 à Onesse-Laharie, et mort à Bordeaux le 20 octobre 2014, est un écrivain français.

## Biographie
Michel Ohl accomplit ses études à l'école d'Onesse, puis au collège de Morcenx et au lycée Victor-Duruy, à Mont-de-Marsan, dont il sera exclu en mai 1964. Il s'inscrit au lycée Michel-Montaigne à Bordeaux, dont il est renvoyé à Pâques 1965. Il passe son bac grâce au télé-enseignement et entreprend un DEUG de Lettres modernes à Bordeaux.
Il effectue un séjour au château de Préville, près d'Orthez, pour soigner sa dépendance à l'alcool, du 8 mai au 8 juillet 1970, puis en septembre-octobre et en avril 1971. Il est hospitalisé du 30 juin au 6 décembre 1971 à l'hôpital Sainte-Anne de Mont-de-Marsan. Convoqué pour accomplir son service militaire, il est réformé après quinze jours de grève de la faim à l'hôpital militaire Robert-Picqué, en 1972.
Il publie Sonica mon lapin en 1972, puis Pataphysical baby en 1974. En 1980, naît son fils Nicolas. Il fonde en 1981 les éditions Schéol.
Il était membre du Collège de 'Pataphysique.

## Œuvres
- Le Silence et le Temps, poèmes, les Paragraphes littéraires de Paris, 1962
- Sonica mon lapin, textes, Millas-Martin, 1972
- Pataphysical baby, mémorial, Lattès 1974
- Zaporogues, récits, Lattès 1976,
- Sacripants!, récits, Lattès, 1977
- Chez le libraire, récits, Lattès, 1978
- Traité de tous les noms, ripopée, Lattès, 1980
- Entre devins, ripopée, Lattès, 1982
- Le Nom du livre intitulé Marie-Botte ou Pèle-Galets, Plein Chant, 1985
- L'an Pinay, Plein Chant, 1991
- Boobook, Galimart, 1992
- Onessa, Ed. Schéol, 1993
- La Mer dans Poe, ripopée, Opales, 1994
- L'Enterrement qui frétillait de la queue, Ed. Schéol, 1994
- Le Prix du Bœuf, Plein chant, 1998
- Premier souvenir dernier écrit, Finitude, 2001
- La Main qui écrit, Plein Chant, 2003
- Rêves d'avant la mort, Plein Chant, 2006
- Un chalet sur la Néva (avec Georges Walter), Atlantica, 2006
- Pauvre cerveau qu'il faut bercer, Le Castor Astral, « Millésimes », 2006
- Cocosates (avec Jacques Dussel), Publibook, 2013
- Petites scènes de la vie en papier, La Table ronde, « Petite vermillon », 2017
- La Poule pond, suivi de Sonica mon lapin, La Table ronde, 2017

### Source
- Michel Ohl, Morceaux choisis, édition commentée avec notes, notices bio-bibliographiques, jugements, exercices et une introduction par Pierre Ziegelmeyer, Association Les Contemporains, 1992